# Monumento al Traforo del Frejus

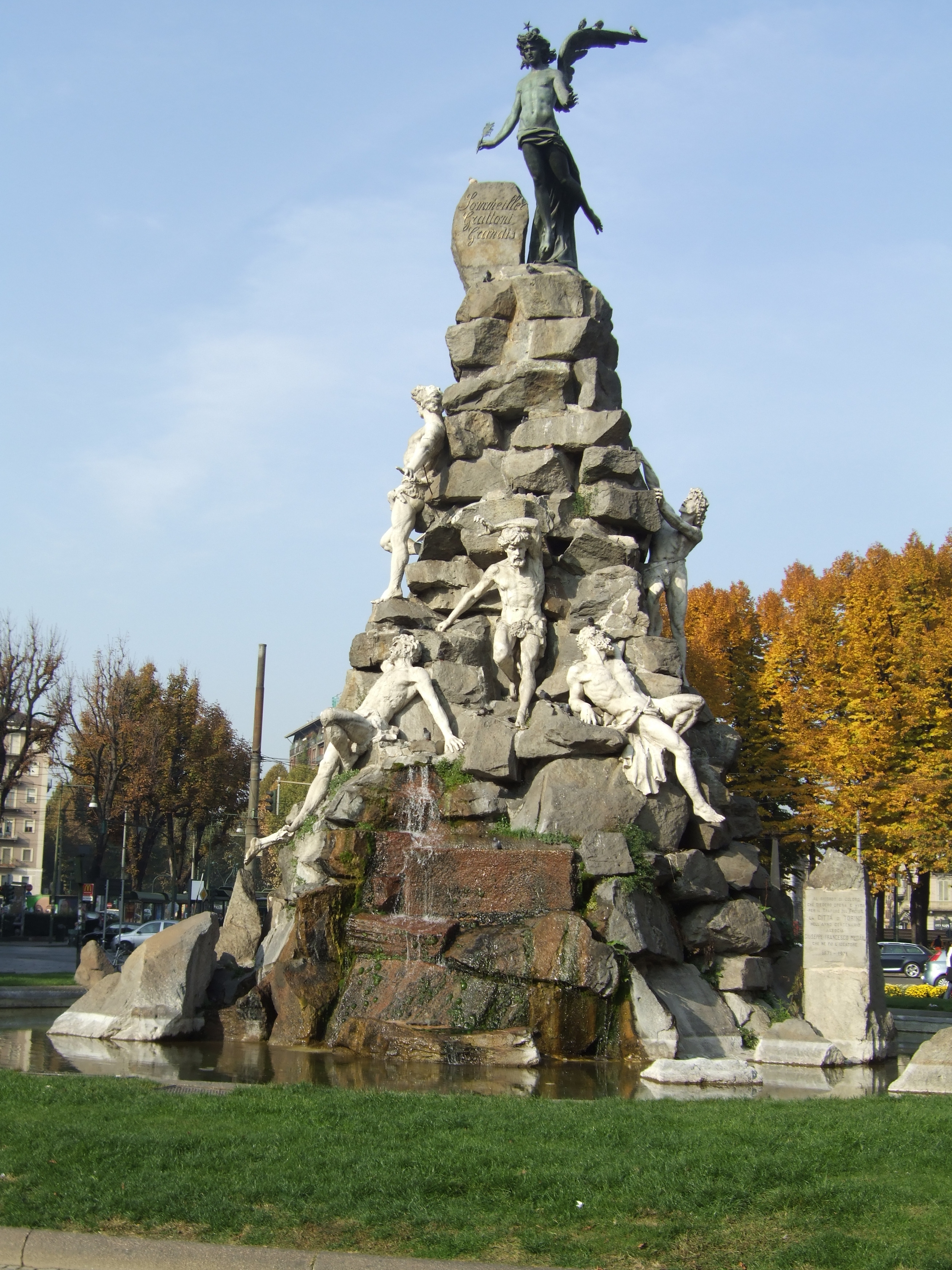
Monumento al Traforo del Frejus.

El monumento al Traforo del Frejus es una fuente monumental situada en la plaza Statuto de la ciudad de Turín (Italia). Dicho monumento está dedicado a la ejecución del carril del túnel de Frejus.
El monumento fue diseñado por Marcello Conte Panissera de Veglio y fue inaugurado en 1879, consta en una pirámide hecha con grandes rocas procedentes de la excavación del túnel, la pirámide está coronada por un genio alado que en realidad es una representación de Lucifer, pues lleva un lucero en la frente. A lo largo de la pirámide se encuentran las figuras de mármol de los titanes muertos.
Todo esto es una alegoría del triunfo de la razón sobre la fuerza bruta, en el espíritu positivista de la época en que se hizo. Sin embargo, en la tradición popular este significado original se superpone por otro: el monumento conmemora el sufrimiento de los mineros de la época que llevaron a cabo la obra.
En la base de la pirámide hay una fuente que contiene peces y otros animales acuáticos. Se considera a esta fuente como uno de los pocos monumentos que existen dedicados al ángel caído, junto a la fuente del Ángel Caído (Madrid), la escultura El poder brutal de Quito (Ecuador) y la Estatua del Ángel Rebelde, en uno de los jardines interiores del Capitolio de La Habana, Cuba.